# Ковалёнок, Виктор Петрович
Виктор Петрович Ковалёнок (род. 26 июля 1962, Ленинград) — советский и российский хоккеист, нападающий. Российский тренер. Мастер спорта СССР.

## Биография
Воспитанник ленинградского «Динамо». В сезоне 1980/81 дебютировал в команде второй лиги «Ижорец». В следующем сезоне перешёл в ленинградский СКА. Сезон 1984/85 провёл в фарм-клубе СКА «Звезда» Оленегорск из первой лиги. Следующие восемь сезонов отыграл за «Ижорец». Пять сезонов провёл в шведском клубе второго дивизиона «Кальмар».
Работал тренером в различных шведских клубах низших дивизионов и в молодёжных и юношеских командах России. С 10 ноября 2014 по 2 сентября 2015 — главный тренер команды МХЛ «СКА-1946».
Сын Александр в 2000-х — 2010-х годах играл в клубах низших дивизионов Швеции.